# Committee for Accuracy in Middle East Reporting in America
Committee for Accuracy in Middle East Reporting in America (CAMERA) (en inglés); en español Comité para la Exactitud de la Información de Oriente Medio Presentada en América, es una ONG sin ánimo de lucro favorable a Israel que vigila los medios de comunicación, fue fundada en 1982 en Washington D. C. por Winifred Meiselman  para responder a la incursión de Israel en el Líbano en dicho año. Según sus fundadores, la organización responde contra la parcialidad antiisraelí del periódico The Washington Post en cubrir dicho conflicto y para responder a lo que considera el "sesgo general antiisraelí" de los medios de comunicación.

## Historia
Winifred Meiselman (1934-18 de diciembre de 2021) fue la fundadora del grupo de monitoreo de medios CAMERA. La inspiración inicial para la creación de CAMERA fue la invasión del Líbano en 1982 por parte del Estado sionista de Israel y el informe sobre el tema del periódico The Washington Post. Andrea Levin acordó con Meiselman abrir una sucursal de CAMERA en Boston, Massachusetts, en 1988. Bajo el liderazgo de Meiselman, CAMERA creció y abrió sucursales en Chicago, Fort Lauderdale, Los Ángeles, Miami, San Francisco y Filadelfia. Posteriormente, CAMERA también se expandió a otros idiomas, como el español, el hebreo y el árabe. Además de sus actividades de liderazgo en CAMERA, Meiselman debatía cuestiones relacionadas con la cobertura mediática y las políticas públicas de Israel en la televisión, incluidos debates en el canal C-SPAN. Meiselman se retiró de CAMERA en 1991 debido a problemas de salud y el liderazgo de la organización pasó a manos de Andrea Levin.

## Acciones
CAMERA es conocida por su labor de vigilancia y defensa de los medios de comunicación.CAMERA publica informes para contrarrestar lo que denominan "caracterizaciones frecuentemente inexactas y sesgadas de Israel y de los acontecimientos en Oriente Medio" que, en su opinión, pueden alimentar prejuicios antiisraelíes y antijudíos. El grupo moviliza protestas contra lo que califica de cobertura injusta por parte de los medios de comunicación publicando anuncios en los periódicos, organizando manifestaciones y animando a los auspiciantes a retener fondos con base en su opinión. CAMERA cuenta con más de 65.000 miembros de pago.

## Críticas
Los críticos de CAMERA afirman que es un "grupo extremista de defensa de Israel", alineado con los puntos de vista de la extrema derecha; que paga a becarios para que escriban artículos antipalestinos; y que emplea tácticas de difamación e intimidación, atacando habitualmente a medios de comunicación y periodistas críticos con Israel, además de atacar también a los activistas propalestinos en los campus universitarios.

## Participación en Wikipedia
En 2008, un grupo de usuarios se registraron en la Wikipedia en inglés, con el objetivo de violar el punto de vista neutral, una de las políticas de Wikipedia, a favor de la causa israelí; estos usuarios fueron expulsados de la misma.